# Región de Bruselas-Capital
La Región de Bruselas-Capital (en francés: Région de Bruxelles-Capitale; en neerlandés: Brussels Hoofdstedelijk Gewest) es una de las tres regiones que componen Bélgica. Su capital es la ciudad de Bruselas, la cual es a su vez la capital nacional. Se compone de otros 18 municipios en su área metropolitana.
La región tiene una superficie de 161,38 km² y una población de aproximadamente 1 198 726 habitantes (2018), lo que supone un 0,5 % de la superficie y un 10,5 % de la población belga.
Esta región, bilingüe según los estatutos municipales, está habitada por belgas que pertenecen a las dos principales comunidades lingüísticas del país: la comunidad francesa y la comunidad flamenca. Históricamente de habla neerlandesa, hoy en día el francés es empleado de modo habitual como lingua franca y es la lengua materna de la mayoría de la población.
A causa de la presencia en su territorio de numerosas instituciones internacionales, se encuentra igualmente entre las concentraciones más importantes de habitantes nacidos de otros Estados de la Unión Europea. A esto se suman numerosos inmigrantes procedentes del Magreb (especialmente de Marruecos y Argelia), de Turquía, de América, de África (especialmente de la República Democrática del Congo, antigua colonia belga) y de Europa central, haciendo de la región un conjunto cosmopolita y multicultural.

## Historia
El 18 de junio de 1989, por primera vez, los bruselenses eligen directamente a sus representantes regionales. Bruselas constituye desde entonces una región autónoma, comparable a las regiones de Flandes y la Región Valona.

## Composición
La región se compone de 19 municipios (communes, gemeenten): Bruselas, que se encuentra en el centro, y a su alrededor los 18 restantes. Los 19 municipios son (con el código postal):
1. Anderlecht (1070)
2. Auderghem (1160)
3. Berchem-Sainte-Agathe (1082)
4. Saint-Josse-ten-Noode (1210)
5. Etterbeek (1040)
6. Evere (1140)
7. Koekelberg (1081)
8. Ganshoren (1083)
9. Ixelles (1050)
10. Jette (1090)
11. Forest (1190)
12. Molenbeek-Saint-Jean (1080)
13. Saint-Gilles (1060)
14. Bruselas (1000, 1020, 1120, 1130, 1040, 1050)
15. Schaerbeek (1030)
16. Uccle (1180)
17. Watermaal-Bosvoorde (1170)
18. Woluwe-Saint-Lambert (1200)
19. Woluwe-Saint-Pierre (1150)

## Variación demográfica
|    | Municipio              | 1846 Población | 1900 Población | 1947 Población | 2000 Población | 2018 Población | 1846 Índice | 1900 Índice | 1947 Índice | 2000 Índice | 2018 Índice | Superf. km² | Pob. por km² | 2016 Índice de Prosperidad |
| -- | ---------------------- | -------------- | -------------- | -------------- | -------------- | -------------- | ----------- | ----------- | ----------- | ----------- | ----------- | ----------- | ------------ | -------------------------- |
| 1  | Bruselas               | 129.680        | 218.623        | 184.838        | 133.859        | 179.277        | 100         | 169         | 143         | 103         | 138         | 32,61       | 5.498        | 70,0                       |
| 2  | Schaerbeek             | 6.211          | 63.508         | 123.671        | 105.692        | 133.010        | 100         | 1.023       | 1.991       | 1.702       | 2.142       | 8,14        | 16.340       | 65,4                       |
| 3  | Anderlecht             | 5.966          | 47.929         | 86.412         | 87.812         | 118.382        | 100         | 803         | 1.448       | 1.472       | 1.984       | 17,74       | 6.672        | 63,8                       |
| 4  | Sint-Jans-Molenbeek    | 12.065         | 58.445         | 63.922         | 71.219         | 97.005         | 100         | 484         | 530         | 590         | 804         | 5,89        | 16.464       | 57,1                       |
| 5  | Ixelles                | 14.251         | 58.615         | 90.711         | 73.174         | 86.513         | 100         | 411         | 637         | 513         | 607         | 6,34        | 13.636       | 89,7                       |
| 6  | Uccle                  | 6.372          | 18.034         | 56.156         | 74.221         | 82.275         | 100         | 283         | 881         | 1.165       | 1.291       | 22,91       | 3.591        | 112,9                      |
| 7  | Woluwe-Saint-Lambert   | 1.182          | 3.468          | 26.344         | 46.528         | 56.303         | 100         | 293         | 2.229       | 3.936       | 4.763       | 7,22        | 7.793        | 94,9                       |
| 8  | Forest                 | 1.324          | 9.509          | 47.370         | 45.555         | 56.008         | 100         | 718         | 3.578       | 3.441       | 4.230       | 6,25        | 8.964        | 81,4                       |
| 9  | Jette                  | 1.981          | 10.053         | 29.484         | 39.749         | 52.201         | 100         | 507         | 1.488       | 2007        | 2.635       | 5,04        | 10.350       | 82,4                       |
| 10 | Saint-Gilles           | 4.138          | 51.763         | 61.396         | 42.458         | 50.002         | 100         | 1.251       | 1.484       | 1.196       | 1.208       | 2,52        | 19.805       | 70,6                       |
| 11 | Etterbeek              | 3.084          | 20.838         | 50.040         | 39.404         | 47.786         | 100         | 676         | 1.623       | 1.278       | 1.549       | 3,15        | 15.173       | 81,2                       |
| 12 | Woluwe-Saint-Pierre    | 1.318          | 2.686          | 18.455         | 37.922         | 41.580         | 100         | 204         | 1.400       | 2.877       | 3.155       | 8,85        | 4.698        | 112,2                      |
| 13 | Evere                  | 1.377          | 3.892          | 15.277         | 31.348         | 41.131         | 100         | 283         | 1.109       | 2.277       | 2.987       | 5,02        | 8.197        | 74,8                       |
| 14 | Auderghem              |                | 4.685          | 18.640         | 28.804         | 33.740         |             | 100         | 398         | 615         | 720         | 9,03        | 3.735        | 103,5                      |
| 15 | Saint-Josse-ten-Noode  | 14.850         | 32.140         | 28.155         | 22.097         | 27.032         | 100         | 216         | 190         | 149         | 182         | 1,14        | 23.665       | 49,6                       |
| 16 | Watermael-Boitsfort    | 3.950          | 6.520          | 19.683         | 24.454         | 25.012         | 100         | 165         | 498         | 627         | 633         | 12,93       | 1.934        | 109,2                      |
| 17 | Ganshoren              | 1.015          | 2.872          | 9.092          | 19.757         | 24.865         | 100         | 283         | 896         | 1.947       | 2.450       | 2,46        | 10.127       | 84,4                       |
| 18 | Berchem-Sainte-Agathe  | 672            | 1.845          | 11.180         | 18.735         | 24.830         | 100         | 275         | 1.664       | 2.788       | 3.695       | 2,95        | 8.418        | 85,6                       |
| 19 | Koekelberg             | 2.198          | 10.650         | 15.103         | 16.211         | 21.774         | 100         | 485         | 687         | 738         | 991         | 1,17        | 18.571       | 69,9                       |
|    | Total Bruselas-Capital | 211.634        | 626.075        | 955.929        | 959.318        | 1.198.726      | 100         | 296         | 452         | 453         | 566         | 161,36      | 7.428        | 78,4                       |

## Situación lingüística

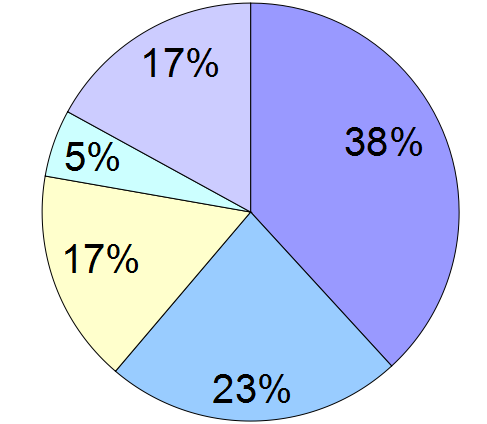
Idiomas hablados en el hogar (2013 — estimaciones)
Francés
Neerlandés y francés
Neerlandés
Francés y otro idioma
Otros idiomas

La región de Bruselas-Capital se distingue de las otras dos por su bilingüismo oficial: el francés y el neerlandés, que son de uso obligado en todos los servicios públicos (administraciones, hospitales, policía...).
Bruselas es históricamente la capital de la región flamenca y, como tal, una región de habla holandesa desde hace mucho tiempo. Esta situación ha cambiado considerablemente desde la independencia de Bélgica en 1830 y a principios del siglo XX, cuando el francés se convirtió en el idioma predominante, como el idioma de las clases dominantes y de la alta burguesía. En ese momento, el francés se convirtió en el idioma preferido de la educación y la administración.
Este fenómeno se amplificó en la segunda mitad del siglo XX, debido a la afluencia de una fuerte inmigración de los países de habla francesa.
Estos desarrollos están en el origen del conflicto lingüístico observado en Bruselas durante la segunda mitad del siglo XX. Este conflicto es hoy más observado en las comunas de la periferia de Bruselas.
Actualmente, el francés es el idioma de aproximadamente el 80% de la población.
De acuerdo con la lengua hablada en el hogar por los habitantes, la distribución es la siguiente:
- Francés: 38%
- Neerlandés: 5%
- Bilingüe francés/neerlandés: 17%
- Bilingüe francés/otro idioma: 23%
- Otros idiomas: 17%

Bruselas como capital tanto de la comunidad francófona como la flamenca es declarada oficialmente bilingüe, y aunque el neerlandés continuará siendo mayoritario la conversión al francés continuaba.
Actualmente los habitantes de Bruselas viven el bilingüismo y la predominancia del francés de una forma bastante natural y conviven instituciones francófonas, neerlandófonas y bilingües sin grandes problemas.

## Elecciones al Parlamento de Bruselas-Capital
| Partido político | 1989   | 1989  | 1989      | 1995    | 1995  | 1995      | 1999    | 1999  | 1999      | 2004    | 2004  | 2004      |
| Partido político | Votos  | %     | Diputados | Votos   | %     | Diputados | Votos   | %     | Diputados | Votos   | %     | Diputados |
| PS               | 96.189 | 21,95 | 18        | 88.370  | 21,40 | 17        | 68.307  | 15,21 | 13        | 130.462 | 28,75 | 26        |
| PRL/MR           | 83.011 | 18,94 | 15        | 144.478 | 34,98 | 28        | 146.845 | 32,71 | 27        | 127.122 | 28,01 | 25        |
| FDF/DéFI         | 64.489 | 14,72 | 12        | -       | -     | -         | -       | -     | -         |         |       |           |
| PSC/CDH          | 51.904 | 11,85 | 9         | 38.244  | 9,26  | 7         | 33.815  | 6,21  | 6         | 55.078  | 12,13 | 10        |
| Ecolo            | 44.874 | 10,24 | 8         | 37.308  | 9,03  | 7         | 77.969  | 17,37 | 14        | 37.908  | 8,35  | 7         |
| CVP/CD&V         | 18.523 | 4,23  | 4         | 13.586  | 3,29  | 3         | 14.284  | 3,18  | 3         | 10.482  | 2,31  | 3         |
| FN               | 14.392 | 3,28  | 2         | 30.803  | 7,46  | 6         | 11.204  | 2,49  | 2         | 21.195  | 4,67  | 4         |
| PVV/VLD          | 12.143 | 2,77  | 2         | 11.034  | 2,67  | 2         | 13.729  | 3,05  | 2         | 12.443  | 2,74  | 4         |
| SP               | 11.710 | 2,67  | 2         | 9.987   | 2,42  | 2         | 13.223  | 2,94  | 2         | 11.052  | 2,44  | 3         |
| VU/N-VA          | 9.053  | 2,07  | 1         | 5.726   | 1,39  | 1         | -       | -     | -         | -       | -     | -         |
| VB               | 9.006  | 2,06  | 1         | 12.507  | 3,03  | 2         | 19.310  | 4,30  | 4         | 21.297  | 4,69  | 6         |
| Agalev/Groen     | 4.821  | 1,10  | 1         | 3.906   | 0,95  | 0         | -       | -     | -         | 6.132   | 1,35  | 1         |
| VIVANT           | -      | -     | -         | -       | -     | -         | 6.431   | 1,43  | 1         | -       | -     | -         |
| FNB              | -      | -     | -         | -       | -     | -         | 5.528   | 1,23  | 1         | 2.656   | 0,58  | 0         |

| Partido político    | 2009    | 2009  | 2009      | 2014    | 2014  | 2014      | 2019   | 2019  | 2019      | 2024    | 2024  | 2024      |
| Partido político    | Votos   | %     | Diputados | Votos   | %     | Diputados | Votos  | %     | Diputados | Votos   | %     | Diputados |
| MR                  | 121.905 | 26,46 | 24        | 94.243  | 20,37 | 18        | 65.502 | 14,29 | 13        | 101.157 | 21,51 | 20        |
| PVDA/PTB            | 4.038   | 0,87  | 0         | 15.782  | 3,23  | 4         | 55.289 | 12,06 | 11        | 87.161  | 18,54 | 16        |
| PS                  | 107.303 | 22,13 | 21        | 108.763 | 23,50 | 21        | 85.530 | 18,66 | 17        | 85.929  | 18,27 | 16        |
| CDH                 | 60.527  | 12,48 | 11        | 48.021  | 9,82  | 9         | 29.436 | 6,42  | 6         | 41.460  | 8,85  | 8         |
| Ecolo               | 82.663  | 17,05 | 16        | 41.368  | 8,46  | 8         | 74.246 | 16,20 | 15        | 38.386  | 8,16  | 7         |
| FDF/DéFI            | -       | -     | -         | 60.611  | 12,41 | 12        | 53.638 | 11,70 | 10        | 31.614  | 6,72  | 6         |
| Groen               | 5.806   | 1,19  | 2         | 9.566   | 1,95  | 3         | 14.425 | 3,14  | 4         | 18.345  | 3,90  | 4         |
| Equipo Fouad Ahidar | -       | -     | -         | -       | -     | -         | -      | -     | -         | 13.242  | 2,81  | 3         |
| N-VA                | 2.586   | 0,53  | 1         | 9.085   | 1,85  | 3         | 12.578 | 2,74  | 3         | 9.571   | 2,03  | 2         |
| VLD                 | 11.957  | 2,46  | 4         | 14.296  | 2,92  | 5         | 11.051 | 2,41  | 3         | 8.537   | 1,81  | 2         |
| VB                  | 9.072   | 1,87  | 3         | 3.006   | 0,61  | 1         | 5.838  | 1,27  | 1         | 8.475   | 1,80  | 2         |
| SP                  | 10.085  | 2,08  | 4         | 10.450  | 2,13  | 3         | 10.540 | 2,29  | 3         | 8.045   | 1,71  | 2         |
| CVP/CD&V            | 7.696   | 1,58  | 3         | 6.105   | 1,24  | 2         | 5.231  | 1,14  | 1         | 5.102   | 1,08  | 1         |
| DierAnimal          | -       | -     | -         | -       | -     | -         | 5.804  | 1,26  | 1         | -       | -     | -         |
| Agora               | -       | -     | -         | -       | -     | -         | 3.629  | 0,79  | 1         | -       | -     | -         |